# Funkmeldeempfänger

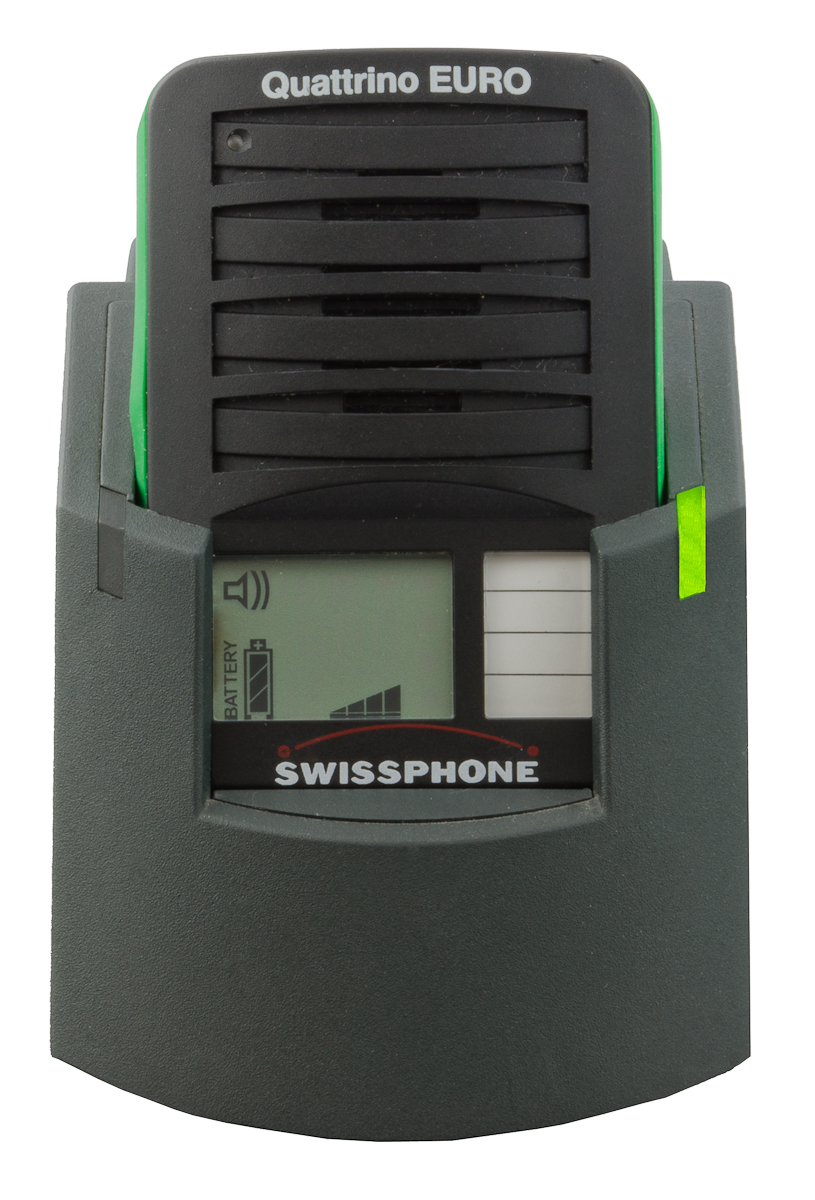
Swissphone Quattro, weit verbreiteter analoger Funkmeldeempfänger

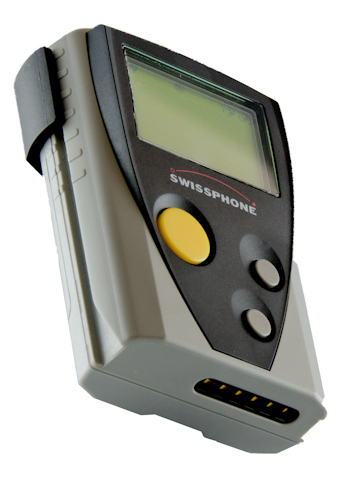
Digitaler Meldeempfänger (zum Empfang von Textnachrichten)

Ein behördlich so genannter Funkmeldeempfänger (FME), Personenrufempfänger oder Funkrufempfänger (umgangssprachlich auch Pager, Piepser bzw. Pieper) ist ein kleiner tragbarer Funkempfänger, der im Rahmen eines Funkdienstes üblicherweise zur Übermittlung kurzer Nachrichten und Alarmierungszwecken an Personen eingesetzt wird. Die Bezeichnung Pager kommt aus der Hotelbranche und erinnert an den Ruf eines Pagen.
Pager waren zu Beginn der Mobilkommunikation verbreitet und wurden in Europa durch Mobiltelefone und Smartphones größtenteils ersetzt. Allerdings werden Pager aufgrund ihrer höheren Zuverlässigkeit in bestimmten Situationen immer noch genutzt, insbesondere zur Alarmierung in der Krankenversorgung und bei Notfalldiensten. Als nicht lokalisierbare Technik nutzen auch Milizen, Terrorgruppen und Guerillabewegungen diese oder eine funktionsähnliche Technik.
Angelehnt an die Systeme finden Pagerfunktionen weitere Anwendungsmöglichkeiten, wie zum Beispiel in Restaurants, wo sie genutzt werden, um Kunden zu informieren, wenn ihre Bestellung bereit ist.

## Stand der Technik
Unter den Funkmeldeempfängern gibt es Systeme für die Gebäudeanwendung (nur innerhalb von Gebäuden) oder für nationale und für beliebige regionale Anwendungen (innerhalb und außerhalb von Gebäuden). Systeme für die regionale Anwendung sind als proprietäre Systeme verfügbar. Der Wettbewerb wird durch die Preisbildung für die allgemein verfügbaren Kurznachrichtendienste im Netz GSM oder UMTS mit Short Message Service bestimmt. Systeme für die Gebäudeanwendung orientieren sich an den installierten Funknetzen nach den gültigen Standards WLAN nach IEEE 802.11 und DECT. Die Unterschiedlichkeit der Protokollstandards verhindert in der Regel die Nutzung derselben Gerätetypen in verschiedenen Betrieben und an verschiedenen Standorten.
Der Unterschied der Systeme für Anwendungen innerhalb von Gebäuden liegt zunächst in der erforderlichen Sendeleistung (regional bis 2 W EIRP, lokal meist unter 100 mW EIRP) und dem damit verbundenen Störpotential sowie in den Leistungsmerkmalen der Dienste für die Nutzer.

### Geschichte
Die ersten Funkmeldeempfänger wurden im Jahr 1950 vom Amerikaner Alfred Gross entwickelt. Sie wurden von Ärzten im New Yorker Stadtgebiet eingesetzt. Dieses erste Pagersystem hatte eine Reichweite von ungefähr 40 km, und die Ärzte zahlten zwölf US-Dollar pro Monat für diesen Dienst. Das Gerät wurde von der Reevesound Company aus New York hergestellt. Es wog ungefähr 200 g.
Ältere Funkmeldeempfänger wurden vielfältig in analoger Technik ausgeführt. Diese Funkmeldeempfänger benötigen allerdings, aus heutiger Sicht auf dem Stand der Technik, eine unnötig große Kanalbandbreite. Einige dieser Systeme sind wegen Änderung der Zulassungsbedingungen nicht mehr verwendbar.
Neuere Systeme sind digitalisiert in Modulation und Datenübertragung. Sie bieten jedoch keine Konvergenz mit Betriebsfunkeinrichtungen oder mit Mobilfunknetzen oder mit drahtlosen Haustelefonen. Die Ursache liegt in der Geschichte der Geschäftsentwicklung mit Mobilfunknetzen und dem Kurznachrichtendienst Short Message Service (SMS). Die dynamische Entwicklung der Kommunikationskosten fördert keine neuen Systeme für beliebige regionale Anwendungen. Weiterhin werden bisher keine Lösungen angeboten, die mit den Diensten IP-Telefonie in WLANs koordiniert sind.

### Ausblick
Aktuelle Beschaffungen werden sich an landesweiten Funkrufnetzen, an den neuen digitalen Betriebsfunkeinrichtungen und an lokalen Funknetzen orientieren, dazu Endgeräte mit geringerem Funktionsumfang bieten und dadurch billiger und kleiner sein als ein Handfunkgerät, aber kaum billiger als ein in großen Stückzahlen hergestelltes Mobiltelefon.
Es ist fraglich, ob die speziellen Systeme durch Geräte anderer Mobilfunknetze (GSM, 3GPP) ersetzt werden können. Bisherige Betriebsstrategien der Mobilfunkbetreiber sichern keine Überlastfreiheit bei Großlagen und sind daher kein Ersatz. Zudem belegt die weltweit führende GSM Association in ihrer Studie The Role of Mobiles in Disasters and Emergencies, dass sich GSM-basierte Mobiltelefone – mit Ausnahme von Cell Broadcast – nicht für die Alarmierung und Warnung der Bevölkerung bei Naturkatastrophen und anderen Großschadenslagen eignen. Bei Cell Broadcast wird der nötige Konfigurationsaufwand auf Anwenderseite bemängelt.

## Anbieter (Provider)
In Deutschland kamen Anfang der 1990er Jahre zum Cityruf weitere Dienstanbieter und Produkte hinzu, die teilweise eigene Infrastrukturen oder Funksysteme nutzten (z. B. Skyper, Scall, TeLMI, Quix). Mit der zunehmenden Verbreitung von Mobiltelefonen mit SMS-Funktionalität und der starken Konzentration auf CPP-Kunden (calling party pays) wurden die meisten Anbieter verdrängt.
eMessage ist in Deutschland und Frankreich als einziger Anbieter noch am Markt. Der Anbieter eMessage bietet bundesweit folgende technisch ähnlichen Dienste: eBos-Alarmierung, eSkyper, eBroker, eCityruf, expresso, tatoo und entsprechende Zugangsplattformen. Weiterhin werden über diesen Dienst aktualisierte Wetterdaten übermittelt.
In Österreich wurden – beginnend in den 1980er Jahren – allgemeine Pagerdienste von Telekom, AirPage und Paging-One angeboten. Die Telekom stellte ihren Dienst Ende 2000 für die Allgemeinheit und im Jahr 2002 für Einsatzorganisationen ein.

## Nutzung

### Amateurfunk
Funkamateure haben eigene Funkrufnetze aufgebaut. Kommerzielle Funkmeldeempfänger, teils Altbestände von abgeschalteten Funkrufnetzen, werden für den Empfang von Amateurfunkfrequenzen modifiziert. In Deutschland finden die Aussendungen hauptsächlich auf der Frequenz 439,9875 MHz statt.

### In Deutschland
Weit verbreitet sind Funkmeldeempfänger mit Signalfunktion bei Behörden und Organisationen mit Sicherheitsaufgaben (BOS), beispielsweise als Alarmierungssystem der Feuerwehr, um deren Mitglieder über einen Einsatz zu informieren. Inzwischen entscheiden sich vor allem Freiwillige Feuerwehren und Rettungsdienste immer häufiger für den Textalarm mit konkreten Einsatzangaben.
Nach einer Empfehlung der im Gefolge des Amoklaufes von Winnenden eingesetzten Sondergremien stattet das Kultusministerium des Landes Baden-Württemberg dessen öffentliche Schulen ab Ostern 2012 mit Pagern aus: So kann die Polizei in Akutsituationen Warnmeldungen an die Schulen versenden. Die Kosten für die notwendigen Datenverbindungen tragen die Kommunen, die der ca. 4.800 Geräte in Höhe von mehr als 500.000 € das Land.
Pager mit Nachrichtenübermittlung (Text, Numerik) werden unter anderem in der Lkw-Zulaufsteuerung in großen Herstellerbetrieben, Handels- und Versandunternehmen, in den kommunalen Winterdiensten (Gruppenruf), zur Benachrichtigung von Service- und Bereitschaftspersonal sowie zur Überwachung von Maschinen und Anlagen mit automatisch generierten Störmeldungen eingesetzt. Da die Geräte strahlungspassiv sind, sind sie auch in sicherheitsrelevanten Bereichen (Kernkraftwerke, Krankenhäuser, Serverräume usw.) bevorzugt im Einsatz.
Für Pager unterschiedlicher Hersteller existieren verschiedene Funkdienste mit jeweils eigenen Frequenzen. In Deutschland gibt es beispielsweise noch bundesweit Cityruf und eBOS-Alarmierung, lokal gibt es verschiedene BOS-Alarmierungen (Alarmmeldeempfänger) und weitere Dienste.

### In Österreich
Im Osten Österreichs wird das digitale Pagernetz von Notruf Niederösterreich seit 2005 zur Alarmierung der Rettungsdienste verwendet. Das Paging-Netz der Telekom wurde Ende 2002 eingestellt, da die GSM-Netze flächendeckend wurden. Allerdings brachte dies die Hilfsorganisationen in Bedrängnis, da diese oft eine Alarmierung über dieses Paging-Netz der Telekom durchführten. In entlegenen Gebieten, in denen die Pager funktionierten, arbeiten Mobiltelefone wegen der sogenannten Funklöcher der Mobilfunknetze noch nicht mit der erforderlichen Zuverlässigkeit. Im Jahr 2012 haben auch die niederösterreichischen Feuerwehren auf das digitale Pagernetz von Notruf Niederösterreich umgestellt.

### In Belgien
In Belgien betreibt die Aktiengesellschaft öffentlichen Rechts ASTRID (All-round semi-cellular trunking radio communication system with integrated dispatchings) ein landesweites POCSAG-basiertes Alarmierungsnetz, welches zurzeit von Feuerwehr- und Rettungsdienstorganisationen genutzt wird.
ASTRID stellt nur das Netz zur Verfügung. Alarmierungs- und Endgeräte müssen durch die Nutzer selbst beschafft werden.
Um Funkrufe auszulösen, werden drei Übertragungswege zwischen den Nutzern und dem Netz angeboten: SDSL-Leitungen, welche durch ASTRID zur Verfügung gestellt werden; SDS-Nachrichten, welche über das ebenfalls durch ASTRID betriebene TETRA-Netz an den Pagingserver geleitet werden; sowie die Übertragung mittels öffentlicher Telefonverbindungen, mithilfe des Mehrfrequenzwahlverfahrens.
Endgeräte zur Nutzung im Alarmierungsnetz von ASTRID müssen durch diese zugelassen werden. Eine Liste der entsprechenden Geräte ist auf ihrer Webseite verfügbar.

### In Luxemburg
In Luxemburg betreibt das Großherzogliche Feuerwehr und Rettungskorps neben dem ihm zur Verfügung stehenden TETRA-Netz ein eigenes POCSAG-basiertes Pagernetz, mit dem seine Akteure (sowohl Ehren- als auch Hauptamtliche) alarmiert werden. Als Pager kommt der Oelmann LX8 Viper zum Einsatz.

### Sonstige Nutzung
Auch in Restaurants werden Pager genutzt. Wenn ein Gast auf einen freien Platz oder auf seine Bestellung warten muss, bekommt er einen Pager ausgehändigt. Über akustischen, optischen bzw. Vibrationsalarm signalisiert ihm dieser das Ende seiner Wartezeit.

## Funktionsweise
Ein FME empfängt ununterbrochen auf einer bestimmten Frequenz, welche mit einem Quarz oder einer PLL festgelegt wird, und wird beim Empfang eines genau definierten Codes aktiviert. Dieser Code wird in analogen Systemen als 5-Ton-Folge übertragen. Diese 5-Ton-Folge orientiert sich an einem ZVEI-Standard. Wird die einprogrammierte 5-Ton-Folge empfangen, signalisiert dies der Empfänger mittels eines optischen und akustischen Alarms, je nach Bauart wird auch ein Vibrationsalarm aktiviert. Danach folgt gegebenenfalls die Ausgabe einer empfangenen Nachricht über den Lautsprecher. Bei digitalen Pagern wird zuerst ein Adress-Codewort übertragen. Ist diese Adresse auf dem Pager programmiert, so bleibt der Empfänger für die folgenden Meldungs-Codewörter eingeschaltet. Daraus wird eine Meldung zusammengesetzt sowie angezeigt, und der Pager alarmiert mit optischem, akustischem und Vibrationsalarm. Das verwendete Übertragungsprotokoll ist in der Regel POCSAG.
Während die Sender in öffentlichen Netzen sowohl die Kennung als auch die Nachricht an einen bestimmten Empfänger senden, werden in manchen Netzen nur die Kennungen an einen bestimmten Empfänger geschickt. Die Nachricht selbst können dann theoretisch alle bekommen. Die Kennung schaltet im zweiten Fall nur den Empfangsteil des FME ein, so dass praktisch auch nur der bestimmte Empfänger oder die Empfängergruppe diese Nachricht erhält. Mit freigeschalteten FME hört man dann jede Nachricht im Empfangsbereich des Senders mit. Die zweite Art wird beispielsweise bei den Feuerwehren in Niederösterreich und anderen Bundesländern zur Alarmierung verwendet.

## Arten von Rufempfängern
Entsprechend der Bauart des Senders gibt es digitale und analoge Empfänger.

### Analoge Funkmeldeempfänger (FME)
Die analogen FME sind zurzeit bei den Behörden und Organisationen mit Sicherheitsaufgaben in Deutschland noch weit verbreitet, in Österreich wurde der Großteil bereits auf digitale Alarmierung umgestellt.
In den meisten Fällen ist der Alarmierungskanal gleich dem Sprachkanal der zuständigen Leitstelle (meistens im 4-Meter-Band). Somit muss lediglich die entsprechende Fünf-Ton-Folge auf den Träger moduliert werden, und der entsprechende Pieper wird alarmiert.
Aus diesem einfach zu realisierenden Prinzip ergeben sich folgende Nachteile:
- In Funknetzen, in denen eine große Anzahl an Fahrzeugen zu disponieren ist, kann es schnell zu einer Überlastung des Kanals kommen, da eine solche Alarmierung für ungefähr 20 bis 30 Sekunden den Sprachkanal belegt. Somit steht der Kanal für diese Zeit anderen Fahrzeugen nicht zur Verfügung, was zum Beispiel wichtige Meldungen wie eine Notarztnachforderung verzögern kann und auch bei der Alarmierung von vielen Einsatzmitteln mit individuellen Rufadressen relativ langsam ist.
- Auch haben die wenigsten analogen Melder technisch bedingt einen Feldstärkealarm, somit kann dessen Besitzer unerwartet in ein Funkloch geraten und daher eine Alarmierung verpassen. Eine solche Funktion muss auch von dem entsprechenden Funknetz durch periodische Aussendungen werden, was in Deutschland nicht der Fall ist. Die funktechnische Erreichbarkeit kann in solchen Netzen nur durch wiederkehrende (z. B. tägliche) Proberufe geprüft werden, was z. B. in Österreich üblich ist. Dabei kann der Nutzer sicherstellen, dass in jenen Orten, wo er sich üblicherweise aufhält, der Pager auslöst (z. B. Rettungswachen), oder der Nutzer muss den Melder im Gebäude an Orten mit sicherem Empfang positionieren (z. B. Feuerwehrmann zu Hause).
- Ein weiteres Problem der analogen Funktechnik ist die Tatsache, dass Informationen hier im Klartext leicht von unbefugten Person mit einem simplen Funkscanner abgehört werden können. Eine Verschlüsselung ist bei analogen Meldern nicht marktüblich und wäre sehr aufwendig. Sie ist in nur in der digitalen Funktechnik üblich.

### Digitale Meldeempfänger (DME)
Die digitalen FME (auch: DME für digitaler Meldeempfänger, POCSAG-Alarmierung) werden in der Regel auf einem anderen Kanal (vorwiegend im 2-Meter-Band) betrieben, so dass ein großer Nachteil der analogen FME, die Belegung des Sprachkanals, entfällt. Auch ist die Zeit, die zum Alarmieren an sich benötigt wird, ungleich kürzer: Nach dem Ansprechen des Radio Identification Code (RIC) des Piepers werden, je nach Betriebsart, entweder eine Kurzmitteilung (ähnlich einer SMS) oder nur einige Codier-Bits übertragen. Die Codier-Bits lösen dann eine auf dem Melder hinterlegte Sprachdatei aus (z. B. Probealarm oder Brandeinsatz). Auch eine Kombination beider Arten ist denkbar. Gespeicherte Sprachdateien hoher Qualität ermöglichen unverzerrte und klare Übermittlung der Einsatzbefehle.
Ob eine hinterlegte Sprach- oder Textmeldung oder ein von der Leitstelle versendeter Freitext ausgegeben wird, ist abhängig von der Baustufe des DME. Geräte der Baustufe 1 (DME I) haben lediglich hinterlegte Schlüsselwörter, DME-II-Geräte können Freitexte empfangen und anzeigen. Die maximale Ausbaustufe bietet ein DME-III-Gerät, das den empfangenen Text mit Hilfe eines im Gerät hinterlegten Lexikons in Sprache umwandelt und dann akustisch wiedergibt. Die neueste Entwicklung ist ein Duo-Gerät, welches den Text vorliest und zusätzlich im Display anzeigt.
In vielen Funknetzen ist zusätzlich eine Heimatnetzkennung (nur in Swissphone-Netzen) freigeschaltet. Diese ermöglicht es dem Benutzer festzustellen, wann er sich außerhalb seines Alarmierungsnetzes befindet, die Feldstärkenanzeige muss nicht freigeschaltet werden. Sie sucht nur nach einem Signal, das der digitale Alarmumsetzer (DAU) in der Regel alle drei Minuten aussendet (Token-Ring-Signal). Einige DME verfügen über Rückruf-Funktion oder eine Bestätigung mittels einer Bluetooth-Anbindung an ein Mobiltelefon ans Netz zurückzusenden, so dass bei der Alarmierung der Disponent auf der Leitstelle direkt die Effizienz der Alarmierung beurteilen kann. Allerdings hat sich dies als nicht praxisgerecht herausgestellt, weshalb Pager mit integriertem GSM-Modul verfügbar sind. Dank eingebautem GPS sind mit diesen auch positionsbezogene Alarmierungen und Positionsabfragen möglich.
In der POCSAG-Alarmierung gibt es zusätzlich noch die Möglichkeit einer sogenannten Expressalarmierung. Bei dieser Alarmierungsart wird der Meldeempfänger durch einen programmierten Radio Identification Code (RIC) ausgelöst, jedoch versendet die Leitstelle noch keinen Text. Der Alarmierungstext kommt nach erfolgter Alarmierung in Form eines Text-RICs. Dieser RIC ist auf allen DME programmiert und wird nur ausgewertet, wenn der DME vorher durch den normalen RIC ausgelöst wurde. Dadurch können mehrere RICs schneller hintereinander ausgelöst werden, weil der idente Text für mehrere RIC nur einmal übertragen werden muss, was eine fast zeitgleiche Alarmierung der benötigten Einsatzkräfte ermöglicht. Diese Weiterentwicklung des POCSAG-Protokolls wurde von Swissphone entwickelt und steht unter Patentschutz.
Nach der Einführung des bundesweiten TETRA-Digitalfunknetzes BOSNET werden nach und nach die 4-m-Frequenzen, auf denen heute noch die analoge Alarmierung mit 5-Tonruf erfolgt aufgegeben. Eine finanziell vertretbare Übergangszeit von ca. zehn Jahren wird den Beschaffern etwas Zeit zur Orientierung geben. Bis dahin sind die grundsätzlichen Fragen zu klären wie:
- Bundesanstalt für den Digitalfunk der Behörden und Organisationen mit Sicherheitsaufgaben (BDBOS) versteht sich auch als bundesweiter Betreiber des Call-Out-Netzes, also Tetra-Pager mit Bestätigungsfunktion[17]
- Anmietung von Paging-Dienstleistungen beim einzigen Anbieter E-Message (70-cm-Band)
- Aufbau eines individuellen POCSAG Alarmnetzes je Landkreis (digitale Alarmierung im 2-Meter-Band)

### TETRA-Meldeempfänger (TME) in Deutschland
Wenn das BOSNET aufgebaut ist, ist eine Alarmierung über TETRA eine Option. Die Länder Bayern und Hessen haben sich bereits dazu bekannt, die Einsatzkräfte der Behörden und Organisationen mit Sicherheitsaufgaben über das Digitalfunknetz zu alarmieren. Jedes digitale Endgerät ist individuell über eine eindeutige ISSI (Individual Short Subscriber Identity) adressierbar. Die Diskussion um passive Endgeräte, die keine Sendemöglichkeit haben, ist nicht mehr aktuell. Der TETRA-Standard sieht ein solches Gerät auch nicht vor. Mit aktiven TME (APRT = Active Paging Radio Terminal) kann man eine automatische Empfangsquittung und auch eine manuelle Rückmeldung an die Leitstelle senden, ob man am Einsatz teilnehmen kann oder nicht. So ist für den Disponenten sofort ersichtlich, wie viele Einsatzkräfte zu erwarten sind, und er kann ggf. eine Nachalarmierung durchführen. In Bayern wird diese Option in der ersten Phase allerdings nicht aktiviert sein, so dass durch die Einsatzkräfte zunächst keine Rückmeldung stattfindet. Problematisch ist bei der Alarmierung allerdings die Tatsache, dass in vielen Bundesländern zurzeit keine flächendeckende In-house-Versorgung geplant ist, was eine Alarmierung mittels TETRA nicht sinnvoll erscheinen lässt.
Von der ehemaligen hessischen Projektgruppe Digitalfunk wurde die Entwicklung und Lieferung von 50.000 TETRA-Meldeempfängern ausgeschrieben. Der Airbuskonzern mit seiner Funksparte, damals noch unter dem Firmennamen Cassidian bzw. EADS aktiv, konnte die Ausschreibung für sich entscheiden. Ab dem 19. November 2014 konnten von der Expertengruppe der nichtpolizeilichen BOS des Landes Hessen erste Tests mit 100 TETRA-Pagern des Typs P8gr der Fa. Airbus durchgeführt werden. Im Jahr 2015 wurde in Hessen in Folge ein 1000er Test unter Einbindung der nichtpolizeilichen BOS absolviert. Bei den beiden Testläufen wurden Erfahrungen gesammelt und Fehler aufgezeigt, die anschließend behoben wurden. So konnte Airbus Ende 2015 die Entwicklung nach erfolgter Zertifizierung durch die BDBOS in der KW 45/2015 sowie die Lieferung von 50.000 Endgeräten für das Land Hessen für sich entscheiden. Seit 2016 können die hessischen Kommunen die Pager mit Zubehör in einem Warenkorb bestellen. Am 1. Oktober 2016 wurde die Auslieferung der TETRA-Pager in Hessen gestartet. Seit der PMR Expo im November 2016 ist auch ein vergleichbares Gerät der Fa. Motorola erhältlich. Seit 2017 wurde in entsprechend gut versorgten Gebieten in Hessen die analoge Alarmierung vereinzelt bereits auf die digitale Alarmierung über TETRA umgestellt.
Paging wurde im März 2009 in Form eines Tetra Interoperability Profile im TETRA-Standard spezifiziert unter TTR 001-21 Callout und ist dementsprechend auch von der BDBOS in den BOS-IOP-Richtlinien unter BIP 05 ALR spezifiziert.

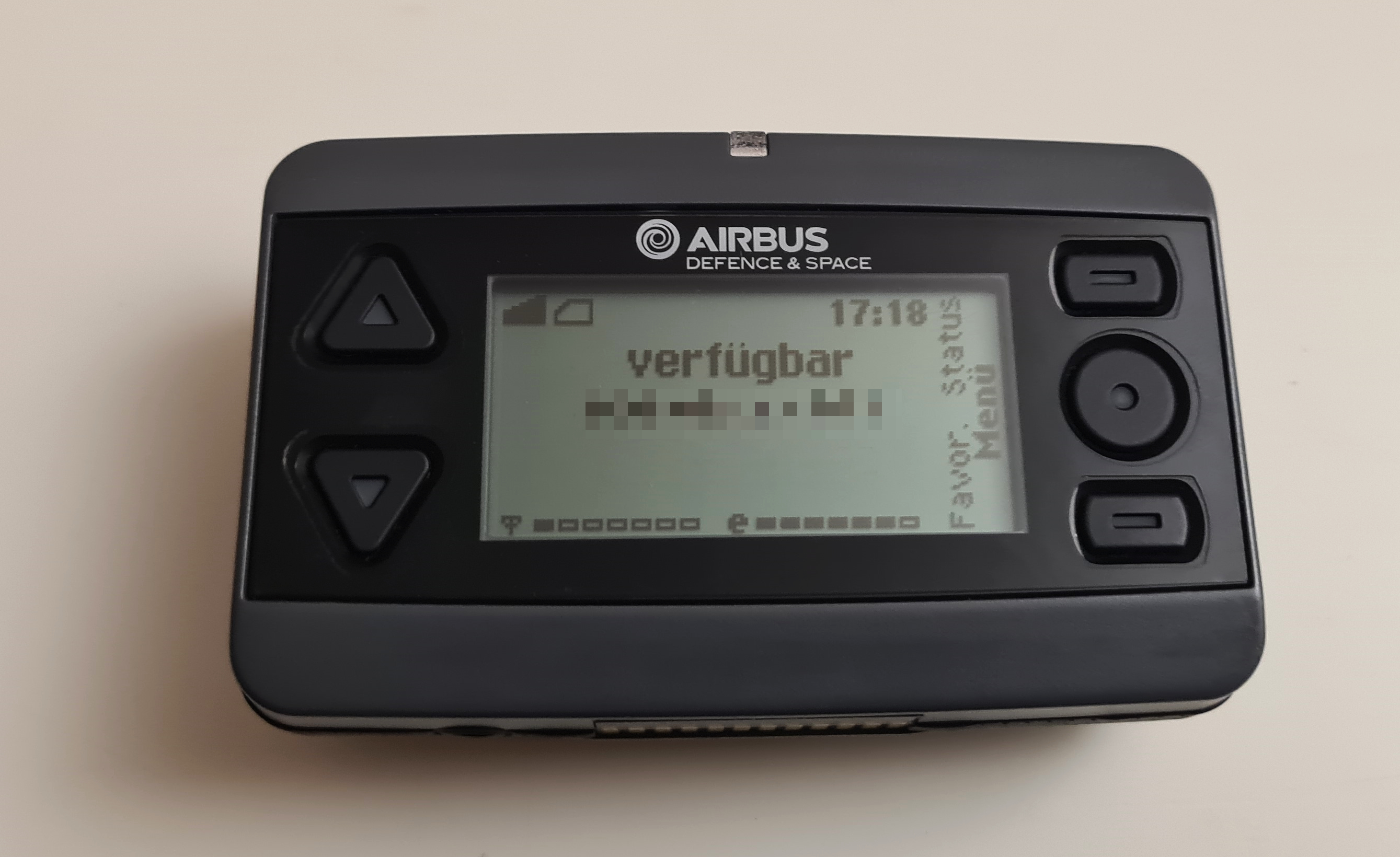
TETRA Funkmeldeempfänger p8gr des Herstellers Airbus

## Hersteller
Bekannte Hersteller von Funkmeldeempfängern sind oder waren:
- Motorola (digital/analog/TETRA)
- Multitone (digital)
- Oelmann (digital/analog/TETRA)
- Unication (digital/analog)
- Swissphone (digital/analog/POCSAG)
- Niros (analog)
- Philips (digital)
- NEC (digital)
- EuroBOS (digital)
- Bosch (analog)
- e*Message (digital)
- Alphapoc (digital)
- EADS (TETRA)
- funktel (TETRA)
- Sepura (TETRA)
- Nokia (TETRA)
- Standard Elektrik Lorenz (SEL, analog)